# Vikaresjön
Vikaresjön är en sjö i Gislaveds kommun och Gnosjö kommun i Småland och ingår i Nissans huvudavrinningsområde. Sjön är 12 meter djup, har en yta på 1,15 kvadratkilometer och befinner sig 155,1 meter över havet. Sjön avvattnas av vattendraget Nissan.

## Delavrinningsområde
Vikaresjön ingår i det delavrinningsområde (636747-136855) som SMHI kallar för Utloppet av Vikaresjön. Medelhöjden är 165 meter över havet och ytan är 3,47 kvadratkilometer. Räknas de 66 delavrinningsområdena uppströms in blir den ackumulerade arean 824,92 kvadratkilometer. Delavrinningsområdets utflöde Nissan mynnar i havet. Delavrinningsområdet består mestadels av skog (40 %). Avrinningsområdet har 1,18 kvadratkilometer vattenytor vilket ger det en sjöprocent på 33,9 %. Bebyggelsen i området täcker en yta av 0,34 kvadratkilometer eller 10 % av avrinningsområdet.